# 嘉諾撒聖心書院
嘉諾撒聖心書院（英語：Sacred Heart Canossian College，簡稱）是香港天主教嘉諾撒仁愛修會創辦的津貼女子中學，英語授課，也是香港補助學校議會22所補助學校之一，校址位於香港島薄扶林置富花園置富徑2號。學校有2間直屬小學。

## 歷史
嘉諾撒聖心書院創立於1860年，是香港第一所女子學校，原名意大利修會學校，後易名為嘉諾撒學校。1960年，為免與其他同名中學混淆，再易名為嘉諾撒聖心書院。
1882年加入成為香港補助學校議會22所補助學校之一，故被坊間稱為香港教會主辦的22間「傳統名校」之一。多年來培育出不少知名女性，包括前政務司司長陳方安生，大律師和立法會議員陳淑莊等，故有「女強人搖籃」之稱。

## 校訓
Via Veritas Vita：此為拉丁文，意思是「道路、真理、生命」，代表學校以耶穌為模範，跟隨祂的足跡。
- Via（道路）：希望學生自信和快樂地在人生的道路航行，向上主祈禱和以毅力去克服困難。
- Veritas（真理）：希望學生真誠地說話及做事，並以開放的心態去學習真理和知識。
- Vita（生命）：希望學生和耶穌基督一樣，以幫助別人的需要為目標，願意分享、服務，甚至作出犧牲。

## 設施

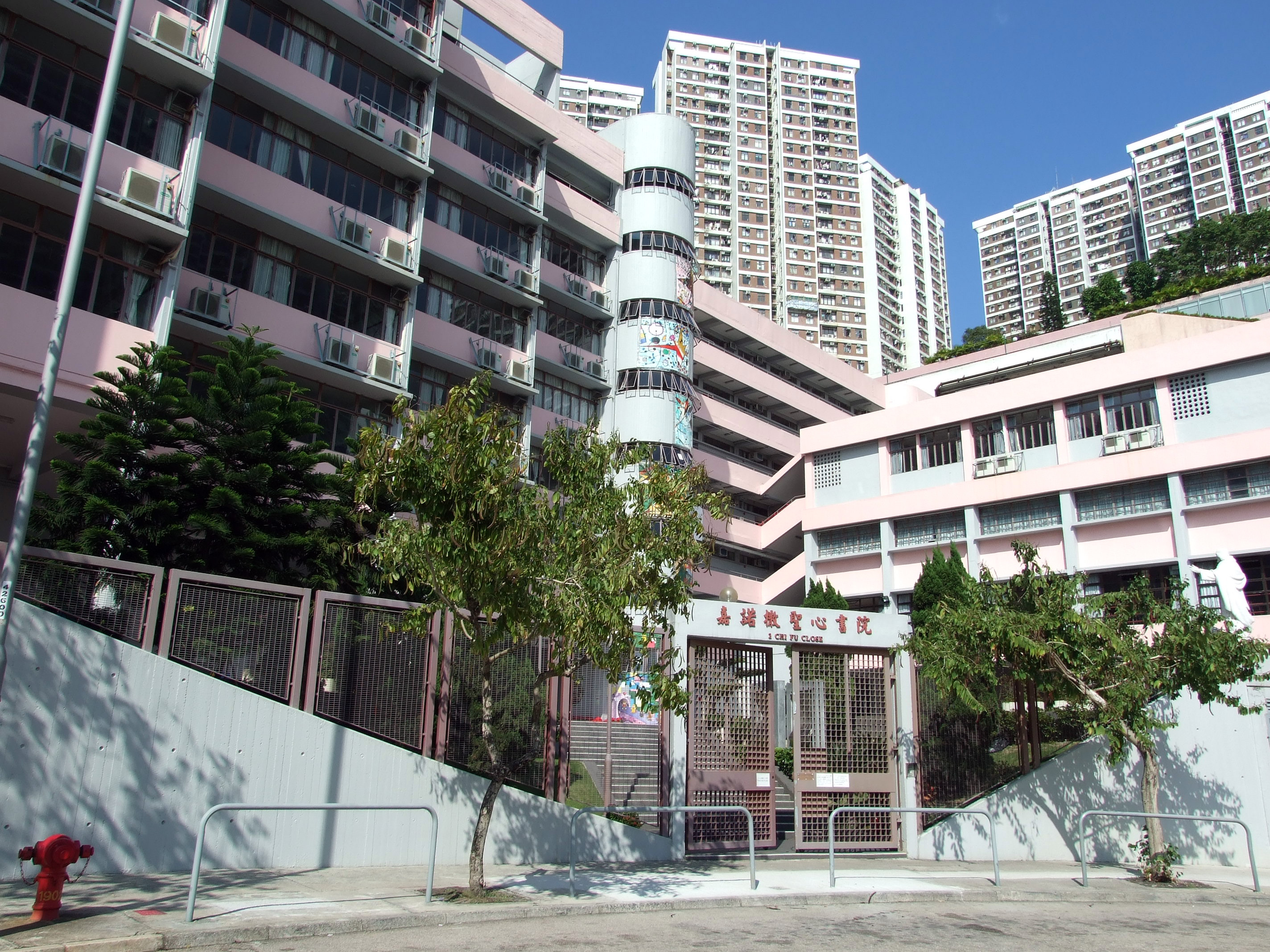
嘉諾撒聖心書院校舍

- 學校原址本在中環堅道，於1981年遷往薄扶林現址，面積有6,400平方米，能俯瞰南丫島東面海峽。
- 學校由三座建築物組成，當中包括2個操場、1個樓高兩層的禮堂和1個演奏廳。
- 學校共有37間教室、6間實驗室、1間多媒體實驗室、1間音像室、1間教師學習與資源中心、1間學生學習與研究中心、2間電腦室、9間特別室、2間輔導室、1間學生理事會辦公室、1間醫療室，以及接待處、禮堂、圖書館、停車場、小食店、教堂。[4]

## 行政管理
- 嘉諾撒聖心書院是一所由政府資助部分經費的助學學校。根據校本管理的新措施，學校的管理由學校管理委員會執行，而該委員會的成員包括嘉諾撒仁愛修會、校長、教師代表、校友代表協會及家長代表。該委員會是負責制定學校的所有政策。

## 每年收生
嘉諾撒會旗下的其他聯繫小學學生均有入學；另外，校方亦會邀請某些體育或音樂技能突出的外校生參與面試（前提是該學生的學業成績亦要符合要求（中英數常75分或以上））。但是每年的中一收生競爭率仍然由嘉諾撒聖心學校私立部領先，其次是嘉諾撒聖心學校。

## 班別架構

### 舊制（會考及高考制度）
- 中四至中五設有三班理科班及三班文科班。
- 中六及中七各設兩班文科班及兩班理科班。

### 新制（文憑試）
- 中一至中六每級有六班，而且中一至中四的班級設有「雙班主任制度」，也就是有兩位老師同時擔任班主任。
- 為方便安排上課，校方將高中部分班級定為專科班（班內同學選修一科同樣的科目），現時安排為：
- 中四、五、六：A、B、C、D、E及F班為選修三科，F班為數學延伸單元科，A班為歷史科班。

## 開設科目
- 中一至中二：
中文、英文、數學、宗教、中史、綜合科學、歷史、地理、普通話、電腦、音樂、舞蹈、家政（包括烹飪及縫紉）、視覺藝術、話劇、生命與社會、體育
- 中三：
中文、英文、數學、宗教、中史、歷史、英國文學、生物、化學、物理、地理、經濟、普通話、電腦、音樂、體育、家政（包括烹飪及縫紉）、視覺藝術、游泳、生命與社會
- 中四（新高中）：
必修科：
中文、英文、數學、通識、宗教、視覺藝術、音樂、體育
選修科：
中國歷史、中國文學、英語文學、歷史、地理、經濟、生物、化學、物理、經濟會計及企業概論、資訊及通信科技、倫理與宗教
- 中五至中六（新高中）：
必修科：
中文、英文、數學、公民與教育、宗教、體育
選修科：
中國歷史、中國文學、英語文學、歷史、地理、經濟、生物、化學、物理、經濟會計及企業概論、資訊及通信科技、倫理與宗教
- 中六至中七（舊制）：
中國語文及文化、英文、數學、宗教、英語文學、心理學、地理、歷史、經濟學、生物、化學物理、音樂、體育

## 出版刊物
- 校刊「湛潮」（中英合本）（Concord）
- 每到一定的時期，會將學生的優秀作品結集成小說，名為「湛文」

## 學社
- 每名學生和老師均會隨機地被編入六個學社其中之一，而學社皆以各著名成功女性命名。主要用於每年的陸運會、水運會以及音樂比賽等大型比賽作計分，並爭奪全年冠軍之用。
- House of Keller 毅社（紫色）（取名自海倫·凱勒）
- House of Bronte 思社（鮮紅色）（取名自夏洛特·勃朗特）
- House of Nightingale 德社（深藍色）（取名自南丁格爾）
- House of Pankhurst 義社（棗紅色）（取名自艾米琳·潘克斯特）
- House of Teresa 愛社（天藍色）（取名自德蘭修女）
- House of Curie 智社（黃色）（取名自居禮夫人）

## 校服
聖心的冬季和夏季校服與兩間姊妹校聖瑪利和聖方濟各均是同一款式，不同的只在於顏色和校徽。

### 夏季校服
白色連身百摺裙和紅色西裝領呔，配戴整齊合身之鮮紅色腰帶，白色短襪和黑色皮鞋。校裙長度以挺直腰部靠牆直立直望時離膝不超過 3 吋為標準。必須穿著白色的胸圍和白色底裙，舊制高考生及新制中五中六生則穿著白色連身百摺裙，和深紅色印有校徽的西裝領帶及配白色腰帶，白色長襪和黑色皮鞋。

### 冬季校服
寶藍色百摺連身裙，配白色的恤衫，紅色西裝領呔，配戴鮮紅色腰帶，白色長襪和黑色皮鞋。舊制高考生及新制中五中六生則穿着寶藍色百摺連身裙，配白色的恤衫，深紅色印有校徽的西裝領帶及配寶藍色腰帶，白色長襪和黑色皮鞋。

## 香港傑出學生選舉
截至2024年（第39屆），嘉諾撒聖心書院在香港傑出學生選舉共出產7名傑出學生，在香港所有中學之中排名第14。

## 姊妹學校
- 嘉諾撒聖方濟各書院
- 嘉諾撒聖瑪利書院
- 嘉諾撒聖家書院
- 嘉諾撒書院
- 嘉諾撒培德書院
- 嘉諾撒聖心幼稚園
- 嘉諾撒聖心學校私立部
- 嘉諾撒聖心學校
- 天神嘉諾撒學校
- 嘉諾撒聖心中學（澳門）
- 嘉諾撒聖心英文中學（澳門）

## 外部連結
- 嘉諾撒聖心書院（页面存档备份，存于）